# Alexandre Delon
Pour les articles homonymes, voir Delon.
Alexandre Delon, né à Domazan, le 3 mai 1753 et mort à Sernhac en août 1802, est un magistrat et écrivain français.

## Biographie
Il est conseiller au présidial de Nîmes. Il écrit des poèmes, des comédies et des essais. Il eut selon ses contemporains « trois passions malheureuses : la littérature, le beau sexe et l’aqueduc romain. »
En 1789, il fait des propositions pour l’arrosage de la ville de Nîmes, en restaurant l’aqueduc romain, auxquelles répond notamment Dominique Blanqui.

## Œuvres
- Les Funéraomme d'Arabert, religieux de la Trappe, imité de l'anglais, Londres, 1775
- Poésies diverses, Paris, 1778
- Angélique, comédie féérie en trois actes et en vers libres, Genève, 1778
- Les Noces de Dianes et de Némos, Genève, 1778
- L’Heureuse Soubrette, comédie en trois actes et en vers libres, Genève, 1778
- L’Isle frivole, comédie en un acte et en vers libres, Genève, 1778
- Crispin amoureux, comédie en un acte et en vers, 1780
- Diverses pièces fugitives, 1781
- Discours sur les "Confessions" de Jean-Jacques Rousseau, Nismes, 1783
- Discours sur l’influence de Boileau sur la littérature française, Nismes, 1784
- Histoire des révolutions de l’empire romain, depuis Maxime jusqu'à Constantin, pour faire suite à l’histoire des révolutions de Linguer, 1784
- Le Financier, comédie en quatre actes et en vers, Paris, 1785
- Le Mariage de Chérubin, comédie en trois actes et en prose, Paris, 1785
- Le Mariage de Fanchette, comédie en trois actes et en prose, Paris, 1785
- Opuscules sur le projet d'un canal de dérivation et d’arrosage pour la ville de Nismes, 1789
- Pétition d'Alexandre Delon, à la Convention nationale, Nismes, impr. de J. Gaude, 1793*Considérations sur les moyens de procurer à la ville de Nimes une quantité d'eau nécessaire pour ses fabriques, 1787
- De l’usage qu’on peut faire de l’acqueduc romain, 1787
- Sur le projet d'un canal de dérivation et d’arrosage, 1788
- De l’excellence du canal d'arrosage, 1788
- Mémoire présenté au Maire et aux Consuls, 1788
- Question sur la consolidation de l’arriéré, 1816
- Système de Pill, 1818
- Moyens d’exécution applicables au système du crédit public de la France, 1825
- l'Art d'aimer d'Ovide, premier chant, traduction

NB : certains de ses ouvrages ont pu être attribués à tort à M. N. Delon.

## Pour approfondir